# Gillian Wearing
Gillian Wearing née à Birmingham le 10 décembre 1963 est une artiste britannique, active dans les domaines de l'art conceptuel, utilisant la photographie, l'art  vidéo, la sculpture et l'installation.
Elle est récipiendaire de l'ordre de l'Empire britannique et lauréate du prix Turner 1997. Le 11 décembre 2007, elle a été élue membre à vie de la Royal Academy of Arts à Londres, ville dans laquelle elle vit et travaille.

## Biographie
Née le 10 décembre 1963 à Birmingham, Gillian Wearing est une artiste active dans les domaines de l'art conceptuel, utilisant aussi bien la photographie, que l'art vidéo et l'installation.
Elle étudie au Chelsea College of Art de 1985 à 1987, puis au Goldsmith College de 1987 à 1990.
En 1997, elle remporte le prix Turner, et la même année, son travail est exposé à la Royal Academy of Arts dans l'exposition Sensation, regroupant les Young British Artists de la collection Saatchi.
En 2010, Gillian Wearing s'est mariée avec un autre artiste plasticien[Lequel ?].

## Œuvre
En 1993, Gillian Wearing présente la série de photographies intitulée Signs au City Racing, une petite galerie d'artistes autogérée de Londres où elle obtient son premier succès public. Elle utilisait déjà la photographie et la vidéo depuis le début des années 1990, mais cette série fut sa première collaboration avec des membres de son public. Elle s'est postée dans un quartier animé du sud de Londres et arrêta les passants pour leur demander d'écrire sur un papier ce qu’ils avaient à l'esprit. Avec leur autorisation, elle leur a ensuite demandé de poser devant l’objectif tenant leur déclaration. La série complète est composée de plus de 50 photographies en couleur. Un large panel de personnes ont participé à ces photographies et la série fournit un document social et historique fascinant. Certaines pensées inscrites font référence au déclin économique en Grande-Bretagne au début des années 1990, qui se manifeste par des déclarations telles que « Will Britain get through this recession ? » (« Est-ce que la Grande-Bretagne peut traverser cette récession ? »). Cependant, la plupart des participants ont exprimé des pensées intimes ou des convictions personnelles.

## Filmographie
- 60 Seconds of Solitude in Year Zero, 2011, film collectif, réalisation d'un segment d'une minute.

## Expositions personnelles
- 2012 : Gillian Wearing, Whitechapel Gallery, Londres ; Traveling to K20, Kunstsammlung Nordrhein-Westfalen, Düsseldorf.
- 2013 : Gillian Wearing, Pinakothek der Moderne au Museum Brandhorst, Munich.
- 2014 : We Are Here, Maureen Paley, Londres.
- 2014 : We the Memories / looking back, The New Art Gallery Walsall.
- 2014 : Gillian Wearing: everyone, Regen Projects, Los Angeles, Californie.
- 2014 : Rose Video 5, Rose Video Gallery, The Rose Art Museum, université Brandeis, Waltham, Massachusetts.
- 2015 : Gillian Wearing, Institut valencien d'art moderne, Valence.
- 2017 : Gillian Wearing. Family Stories, Statens Museum for Kunst, Copenhague.
- 2017 : Behind the mask, another mask: Gilliam Wearing and Claude Cahun, National Portrait Gallery, Londres.
- 2017 : Gillian Wearing, Statens Museum for Kunst, Copenhague.
- 2018 : Life: Gillian Wearing, Cincinnati Art Museum, Cincinnati, Ohio.

## Récompenses
- 1993 : BT Young Contemporarie.
- 1997 : prix Turner.
- 1998 : Prize of the Ministry of Employment, Social Affairs and Urban Development, Culture and Sport.
- 1998 : For 2 into 1, Oberhausen Short Film Festival.
- 2002 : British Television Advertising Award, Public Service: Gold.
- 2007 : Grazia o2 X Award for Art.
- 2014 : Liberty Human Rights Awards pour A Real Birmingham Family.
- 2014 : Vincent Award, Gemeentemuseum/GEM, The Hague, Netherlands.